# Lexi Lowe
Lexi Lowe (Newport, Gales; 17 de julio de 1988) es una actriz pornográfica, estríper y modelo erótica galesa.

## Biografía
Lexi Lowe nació en julio de 1988 en la ciudad y autoridad unitaria galesa de Newport, situada al sur del país, a 12 kilómetros al este de Cardiff, y ubicada en el condado tradicional de Monmouthshire. Antes de comenzar su carrera en la industria del entretenimiento para adultos, Lowe trabajó para la policía de Gwent, e incluso llegó a formar parte de la plantilla del Home Department británico, en el área de Gales.
Tras abandonar su carrera, se trasladó a Londres para trabajar como estríper en el selecto club nocturno Stringfellows, haciendo además algunos trabajos como modelo erótica. Fue descubierta por el productor de cine erótico Viv Thomas, gracias al cual debutó como actriz porno en 2011, a los 23 años de edad, realizando sus primeras escenas de sexo lésbico, siendo uno de sus primeros trabajos The Story of She.
Como actriz, ha trabajado para estudios como 21Sextury, Adam & Eve, Evil Angel, Girlfriends Films, New Sensations, Pure Play Media, Digital Playground, Wicked, Reality Kings, Naughty America, Brazzers o Private Media Group, entre otros.
Tuvo su primera toma de contacto con el circuito de premios del sector pornográfico en 2014, cuando fue galardonada con el Premio Paul Raymond a la Chica del año.
En 2015 recibió su primera nominación en los Premios AVN en la categoría de Mejor escena de sexo en producción extranjera por la película Brit School Brats 2: Rule Brit Tanya, junto a Tanya Tate y Roxy Mendez. Logró otra nominación en 2017 en la categoría de Artista femenina extranjera del año.
Por su parte, en los Premios XBIZ ha estado nominada en dos ocasiones, en 2015 y 2017, en la categoría de Artista femenina extranjera del año.
Ha rodado más de 230 películas como actriz.
Alguno de sus trabajos son Art Of Control, City of Vices, Down On Abby, Exquisite Slits, Fucked and Disorderly, Juvenile Rampage, Lex'd, Night Creatures, Sexy Hotwife Stories, Xposed o Young Harlots Girls Dorm.

## Premios y nominaciones
| Año  | Ceremonia            | Resultado | Premio                                        | Trabajo                              |
| ---- | -------------------- | --------- | --------------------------------------------- | ------------------------------------ |
| 2014 | Premios Paul Raymond | Ganadora  | Chica del año                                 | —                                    |
| 2015 | Premios AVN          | Nominada  | Mejor escena de sexo en producción extranjera | Brit School Brats 2: Rule Brit Tanya |
| 2015 | Premios XBIZ         | Nominada  | Artista femenina extranjera del año           | —                                    |
| 2017 | Premios AVN          | Nominada  | Artista femenina extranjera del año           | —                                    |
| 2017 | Spank Bank Awards    | Nominada  | BBC Slut of the Year                          | —                                    |
| 2017 | Spank Bank Awards    | Nominada  | Blonde Babe of the Year                       | —                                    |
| 2017 | Spank Bank Awards    | Nominada  | Boobalicious Babe of the Year                 | —                                    |
| 2017 | Spank Bank Awards    | Nominada  | Cocksucker of the Year                        | —                                    |
| 2017 | Spank Bank Awards    | Nominada  | Contessa of Cum                               | —                                    |
| 2017 | Spank Bank Awards    | Nominada  | Imported Enchantress of the Year              | —                                    |
| 2017 | Premios XBIZ         | Nominada  | Artista femenina extranjera del año           | —                                    |
| 2017 | Premios AVN          | Nominada  | Female Foreign Performer of the Year          | —                                    |